# Perledo
Perledo là một đô thị trong tỉnh Lecco, trong vùng Lombardia của Ý, cự ly khoảng 60 km về phía bắc của Milan và khoảng 20 km về phía tây bắc của Lecco. Tại thời điểm ngày 31 tháng 12 năm 2004, đô thị này có dân số 900 người và diện tích là 12,5 km².
Perledo giáp các đô thị: Bellano, Esino Lario, Menaggio, Parlasco, San Siro, Varenna.